# エリック・シュミット
エリック・エマーソン・シュミット（Eric Emerson Schmidt, 1955年4月27日 - ）はアメリカ合衆国の技術者、経営者で、Googleの元CEO。Alphabetの元取締役会長。現在は技術顧問。カーネギーメロン大学、プリンストン大学の理事も務めている。字句解析器生成プログラム lex の共同開発者でもある。ドイツ系アメリカ人。
人工知能に関する国家安全保障委員会(NSCAI)委員長、MITインテリジェンスクエスト技術顧問、ビルダーバーグ会議運営委員会メンバー、Rebellion Defense取締役

## 経歴
ワシントンD.C.生まれ。1976年にプリンストン大学で電気工学の理学士号を、1979年と1982年にカリフォルニア大学バークレー校で電気工学の修士号と計算機科学の博士号をそれぞれ取得した。
パロアルト研究所コンピュータサイエンス研究所や米ベル研究所、米ザイログを経て1983年にソフトウェアマネージャーとして米サン・マイクロシステムズに入社。Javaの開発とインターネット戦略の立案を導き、後に最高技術責任者と執行役員を歴任した。
1997年からノベルの最高経営責任者を務め、重要な経営戦略や技術開発の中心的な役割を果たした。2001年3月にGoogleの会長に就任。同年7月にノベル社の最高経営責任者を辞職し、同年8月米 Google 社の最高経営責任者に着任。以来ラリー・ペイジ、セルゲイ・ブリンの二人と“三頭政治”として経営を行っている。
2006年2月、世界で最も成功したインターネット検索エンジン会社の戦略開発に関する功績が認められ、全米技術アカデミーの会員に選出される。同年8月にはAppleの取締役に選任されている。
2009年8月3日、GoogleがAndroidやChrome OSなどの開発を通じて、Appleの主要事業と競合するようになってきたことを理由に、Appleの社外取締役を辞任することが発表された。
2011年1月20日、Googleが2010年度第4四半期の営業成績とともに、2011年4月4日よりラリー・ペイジがCEOに就任し、エリック・シュミットは会長となることを発表。2015年、Googleの組織再編に伴い、Googleおよびグループ企業の持株会社として設立されたアルファベット社の会長に就任した。2014年IEEEファウンダーズメダル受賞。
2017年12月21日、アルファベットの会長を退任すると発表し、2018年9月現在、取締役兼顧問である。